# Eva Kolstad
Eva Lundegaard Kolstad (6. maj 1918 i Fredrikshald – 26. marts 1999) var en norsk kvindesagsforkæmper og politiker, der repræsenterede Venstre. Hun var leder for Venstre og administrations- og forbrugerminister.
Kolstad var revisor af profession og var i 1946 en af de første kvindelige revisorer i Norge, der opnåede statsautorisation. 
Hun engagerede sig i kvindesagen, først som formand for Oslo Kvinnesaksforening 1950-1952 og igen 1954-1956. Fra 1956 til 1958 var hun formand for Norsk Kvinnesaksforening. 
Hun blev første gang medlem af Stortinget i 1957 og sad i første omgang til 1961 og igen 1965-1969. Hun blev efterfølgende medlem af FN's kvindekommission. I 1960 blev hun desuden medlem af Oslo byråd, hvor hun sad til 1975. Hun blev administrations- og forbrugerminister i Lars Korvalds regering i 1972, men sad kun et år, da Trygve Bratteli overtog regeringsmagten i oktober året efter. I 1974 blev hun formand for Venstre – og blev dermed landets første kvindelige partiformand. I 1978 blev hun den første ombudsmand for ligestilling i såvel Norge som verden. Hun forlod denne post i 1988. 
Eva Kolstad var kommandør af St. Olavs Orden og var æresmedlem i International Alliance of Women og Unge Venstre.